# Leopold Antonín ze Salm-Reifferscheidtu
Leopold Antonín Vilém starohrabě ze Salm-Reifferscheidt-Hainspachu (německy Leopold Anton Wilhelm Altgraf von Salm-Reifferscheidt-Hainspach, 21. června 1699, Lipová – 16. ledna 1769, Lipová) byl český šlechtic, majitel severočeského panství Lipová, zakladatel samostatné rodové větve Salm-Reifferscheidt-Hainspach. Od mládí se věnoval vojenské kariéře, první úspěchy zaznamenal v bitvách u Petrovaradína (1716) a u Bělehradu (1717). V císařské armádě dosáhl hodnosti polního podmaršálka. Na rozdíl od svých rodičů sídlil přímo v Lipové, odkud podporoval hospodářský rozvoj panství a také jeho umělecký život. Financoval mnoho staveb, z nichž k nejvýznamnějším patří zámek Lipová, kostel Nanebevzetí Panny Marie ve Vilémově a kostel svatého Mikuláše v Mikulášovicích. Byl třikrát ženatý, dědice Jana Františka Václava (1747–1802) přivedl na svět se svou třetí manželkou Marií Karolínou Ditrichštejnovou (1722–1790). Leopold zemřel ve věku 69 let. Pohřben byl v rodinné hrobce ve vilémovském kostele, kde má od roku 1774 bohatě zdobený náhrobek.

## Původ
Leopold Antonín Salm-Reifferscheidt pocházel ze starobylého německého rodu Salm-Reifferscheidtů, jehož příslušníci jako jediní ve Svaté říši římské používali titul starohrabě (německy Altgraf). Jeho otec František Vilém ze Salm-Reifferscheidtu (1672–1734) žil převážně ve Vídni. Během svého života zastával několik úřadů: byl dědičným maršálkem Kolínského kurfiřtství, nejvyšším štolbou císařovny Amálie Vilemíny (1673–1742), hejtmanem císařovy osobní gardy a také císařským velvyslancem v Dánsku. Leopoldova matka Marie Anežka Agáta Slavatová z Chlumu a Košumberka (1674–1718) odkoupila roku 1696 od své matky Markéty za částku 220 000 zlatých severočeské panství Lipová, kterému však ze vzdálené Vídně nemohla věnovat tolik pozornosti. František Vilém měl s Marií Anežkou šest potomků, čtyři chlapce a dvě dívky. Po smrti Marie Anežky se František Vilém znovu oženil s Marií Annou z Lichtenštejna (1694–1735) a společně přivedli na svět jednoho syna.

## Život

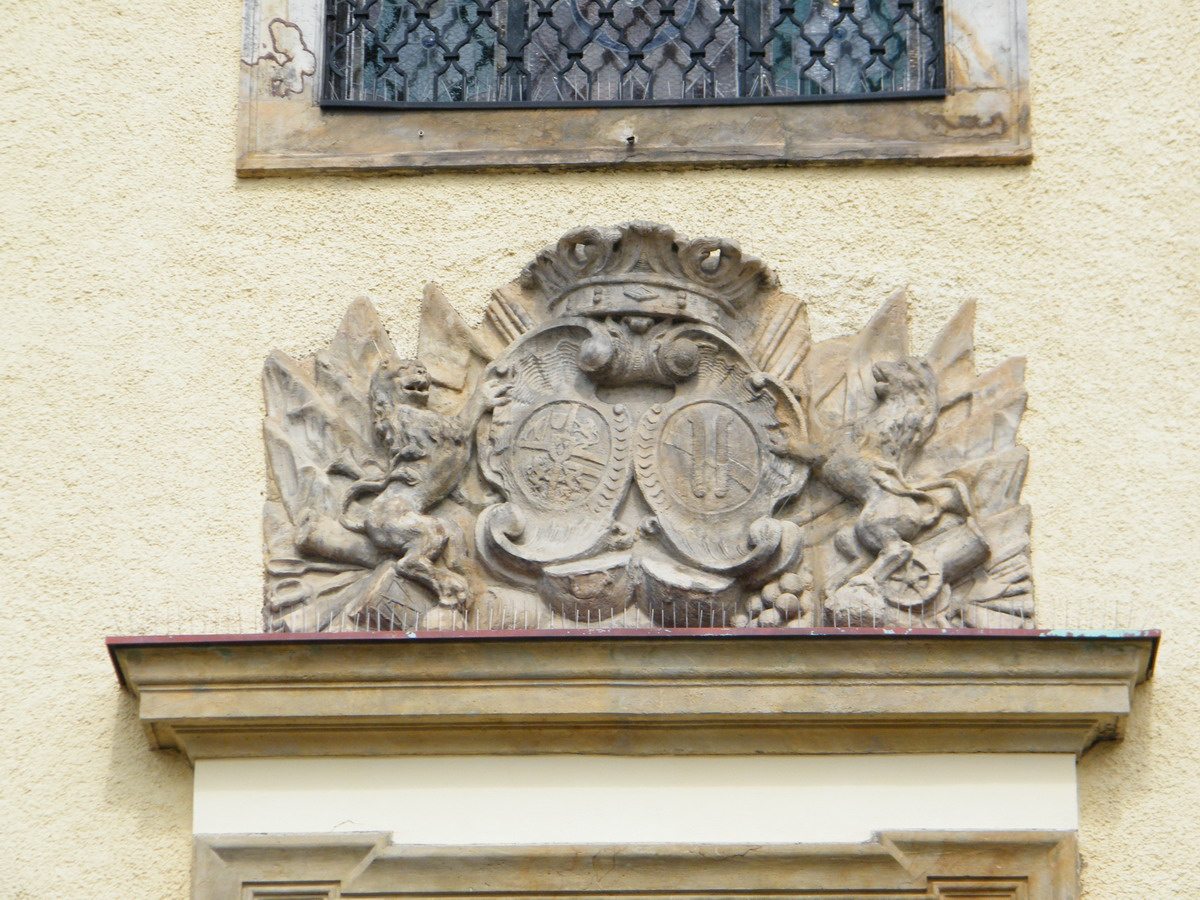
Alianční znak na průčelí mikulášovického kostela

Hrabě Leopold se narodil 21. června 1699 na starém zámku v Lipové jako druhý nejmladší ze sedmi dětí, jeho mladší sestra Marie Josefína však zemřela tři dny po narození. Většinu dětství prožil na lipovském panství, ke kterému tak získal vřelý vztah. Podle rodinné tradice se dal na vojenskou dráhu, kterou u vídeňského dvora podpořili vlivní příbuzní, zejména otec. Výrazných úspěchů dosáhl již v mládí ve válkách proti Osmanské říši pod velením prince Evžena Savojského (1663–1736), jenž mu byl celoživotním vzorem. V bitvě u Petrovaradína dne 5. srpna 1716 a při dobývání Bělehradu 16. srpna 1717 velel v hodnosti kapitána dragounům württemberského pluku generála Karla Alexandera Württemberského (1684–1737). U Petrovaradína, kde porazila rakouská armáda téměř trojnásobnou tureckou přesilu, tvořil württemberský pluk levé křídlo. Před Bělehradem stáli württemberští v hlavním šiku. V husté ranní mlze zde byl Leopold raněn na levé ruce. Ze zranění a morové nákazy se léčil v otcově vídeňském sídle. V císařské armádě dosáhl roku 1734 hodnosti generála-polního strážmistra a po dvaceti letech služby byl povýšen na polního podmaršálka. Aktivně se účastnil další války proti Turkům v letech 1737–1739, která však neskončila pro císařskou stranu úspěšně. Do následujících válek o rakouské dědictví nezasáhl. Neobvyklým suvenýrem z bojů s Turky byl sultánův stan, který si přivezl do Lipové. Vojenskou kariéru ukončil Leopold až během sedmileté války (1756–1763).
V roce 1718 zemřela Leopoldova matka Marie Anežka. Podle závěti připadla nejmladšímu synovi polovina lipovského panství. V roce 1736 bylo panství oceněno na 500 000 zlatých. Leopold na konci 30. let 18. století postupně vyplatil ostatní dědice a stal se tak jediným majitelem panství a zároveň zakladatelem nové rodové linie Salm-Reifferscheidt-Hainspach. Na rozdíl od svých rodičů sídlil Leopold přímo v Lipové, odkud spravoval svá středočeská panství Štiřín, Kostelec a Čejetice. Osobně dohlížel na správu panství, dobře se znal s řadou poddaných a s mnohými se i přátelil. Kromě talentu vojenského oplýval také podnikatelským duchem. Protože poplužní dvory nebyly již příliš efektivní, rozparceloval vrchnostenské statky a jednotlivé díly pronajímal domkářům. Dosáhl tak vyššího výtěžku ze svého panství. Výrazné podpory se dočkali také řemeslníci. Po roce 1748 zřídil na svém panství deset cechů, jejichž cechovní pokladny sídlily v tzv. Mistrovském domě čp. 63 v Lipové. V neposlední řadě byl Leopold velkým podporovatelem kultury, zejména hudby, a zakladatelem mnoha staveb. Roku 1723 potvrdil Leopoldovi císař Karel VI. (1711–1740) ojedinělý titul starohrabě. Na listinách se přesto nejčastěji podepisoval jako „Leopold Graf zu Salm“ (Leopold hrabě ze Salmu).

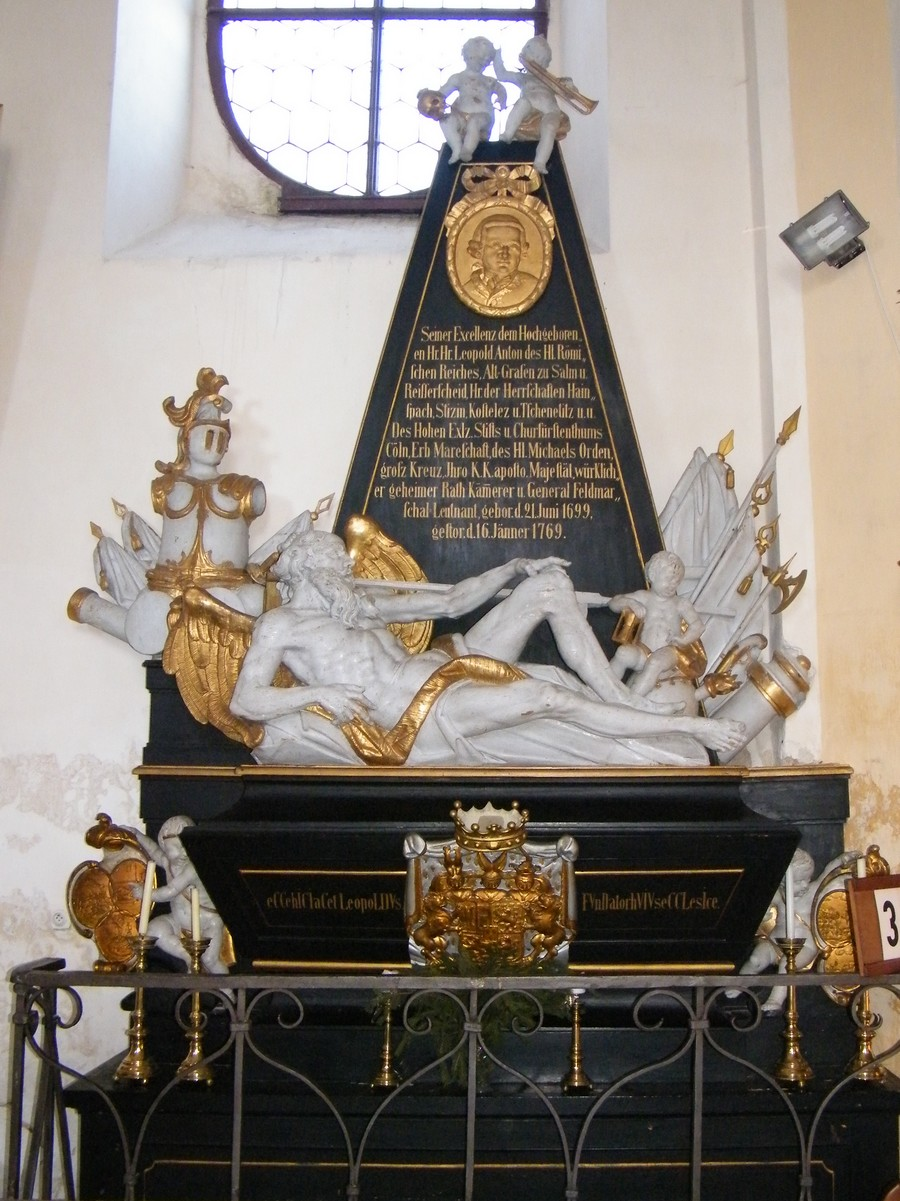
Leopoldův náhrobek ve vilémovském kostele

Hrabě Leopold byl během svého života třikrát ženatý. Manželství s první ženou Marií Annou Althannovou (1700–1737), kterou si bral 17. února 1735, zůstalo bezdětné, Marie Anna však měla čtyři děti z předchozího manželství. Svazek Leopolda a Marie Anny připomíná alianční znak v průčelí lipovského zámku. Dne 6. února 1739 se oženil podruhé a nová manželka Marie Anna Auerspergová (1719–1743) mu porodila dceru Marii Josefínu (1743–1796), budoucí abatyši v Essenu. Až se třetí ženou Marií Karolínou Ditrichštejnovou (1722–1790) přivedl na svět dědice, syna Jana Františka Václava (1747–1802) a dvě dcery Anežku Marii Apolonii (1750–1798) a Marii Kristýnu (1751–1820). Sňatek se konal 2. února 1744 a Marie Karolína svého muže přežila o 21 let. Na jejich manželství upomíná alianční znak v průčelí kostela svatého Mikuláše v Mikulášovicích. Všechny tři Leopoldovy sňatky proběhly vždy v únoru.
Starohrabě Leopold Antonín Salm-Reifferscheidt zemřel 16. ledna 1769 ve věku 69 let. Pohřben byl ve vilémovském kostele Nanebevzetí Panny Marie do rodinné hrobky, kterou dal postavit. Roku 1774 mu jeho syn nechal zhotovit monumentální náhrobek. Na podstavci stojící rakev zdobí ležící socha boha Chrona. Pylon za sochou nese jedenáctiřádkový nápis a portrét zesnulého v oválném medailonu. Náhrobek ze stran zdobí šest zlacených medailonů a vojenské trofeje z pozlaceného bílého mramoru. Medailony zobrazují šest výjevů ze života hraběte, kdy vyvázl z různých nebezpečenství. Vlevo je obléhání Bělehradu, ztroskotání lodi a morová nákaza, vpravo výbuch pušky, napadení medvědem a nehoda kočáru na mostě. Nápis na pylonu oznamuje: „Jeho Excelence, Vysoce urozený pán, pán Leopold Antonín Svaté říše římské starohrabě v Salmu a Reifferscheidtu, pán panství Lipová, Štiřín, Kostelec a Čejetice atd. a vysoce vznešeného arcibiskupství a kurfiřtství kolínského dědičný maršálek, Řádu sv. Michala velkokřížník, Jejich císařského a královského majestátu skutečný tajný rada, komoří a generál polní podmaršálek, narozen 21. června 1699, zemřel 16. ledna 1769.“

## Stavební a zakladatelská činnost
V letech 1718–1769 vyrostla z Leopoldova popudu na lipovském panství řada dodnes dochovaných staveb, na něž si nejednou zapůjčil finance, mimo jiné i od svých poddaných. Největším stavebním počinem se stala výstavba nového barokního zámku, která začala roku 1737. Stavbu vedl Zacharias Hoffmann (1678–1754), dvorní stavitel lipovského panství a zároveň Leopoldův osobní přítel. Právě jemu hrabě svěřoval všechny větší stavební projekty. Hoffmann dále průběžně opravoval starý zámek s přilehlým pivovarem a sladovnou, roku 1720 dokončil v Lipové faru a o dva roky později špitál. V letech 1728–1731 postavil vilémovský kostel Nanebevzetí Panny Marie s rodinnou hrobkou Salm-Reifferscheidtů a roku 1742 kapli Nejsvětější Trojice v Mikulášovicích. Jejich poslední společnou prací byl mikulášovický kostel svatého Mikuláše dokončený roku 1751. Zvláštní pozornost věnoval Leopold novému lipovskému zámku a vilémovskému kostelu, které propojil nově vysazenou lipovou alejí. Zámek se stal reprezentativním šlechtickým sídlem odpovídajícím potřebám 18. století. Jeho úpravy postupně pokračovaly až do roku 1756. K vilémovskému kostelu měl Leopold velmi osobní vztah. Dal jej postavit jako poděkování za to, že na místě přežil v roce 1724 střetnutí s medvědem. Ke kostelu a starší studánce s malou kaplí postupně přibyla ve 30. a 40. letech 18. století sochařská výzdoba a mezi roky 1765 a 1767 ještě křížová cesta s kaplí Božího hrobu. Z roku 1750 pochází pískovcový hraniční kámen zvaný Třípanský kámen, u kterého se střetávalo lipovské panství s vesnicemi Wehrsdorf (ve vlastnictví svatopetrského kláštera v Budyšíně) a Sohland. Na jedné straně je salmovský znak s nápisem "L : G : Z : S : 1750". Za Leopoldova života bylo založeno na lipovském panství několik nových vesnic, které svým pojmenováním připomínají členy jeho rodu. Matka Marie Anežka založila Salmov (Salmdorf, 1714) a Staré Hraběcí (Alt Grafenwalde, 1715). Leopold po sobě pojmenoval nově založenou Leopoldku (Leopoldsruh, 1720), vesnice Karlín (Karolinsthal, 1755) nese jméno jeho třetí manželky a Janovka (Johannesberg, 1755) zase jméno jediného syna. Při silnici spojující Lipovou, Mikulášovice a přístav Bad Schandau dal v letech 1723–1724 v lokalitě Thomaswald postavit hostinec (pozdější čp. 3), u kterého v roce 1735 vyrostla malá vesnice Tomášov (Thomasdorf, původně Thomasdörffel).

## Potomci
1. manželství ∞ 1735 Marie Anna z Althannu (1700–1737)
- bezdětné

2. manželství ∞ 1739 Marie Anna z Auerspergu (1719–1743)
- Marie Josefina Frederika Gertruda (17. března 1743 – 23. února 1796)[5]

3. manželství ∞ 1744 Marie Karolína z Ditrichštejna (1722–1790)
- Jan František Václav (6. března 1747 – 28. června 1802) ∞ 1770 Walburga ze Šternberka (1754–1821)
- Anežka Marie Apolonie (12. května 1750 – 20. března 1798) ∞ 1775 Jan Václav Henniger ze Seebergu († 1801)
- Marie Kristýna (3. května 1751 – 22. června 1820) ∞ 1769 Michael Josef z Kounic (1745–1820)[5]

## Galerie

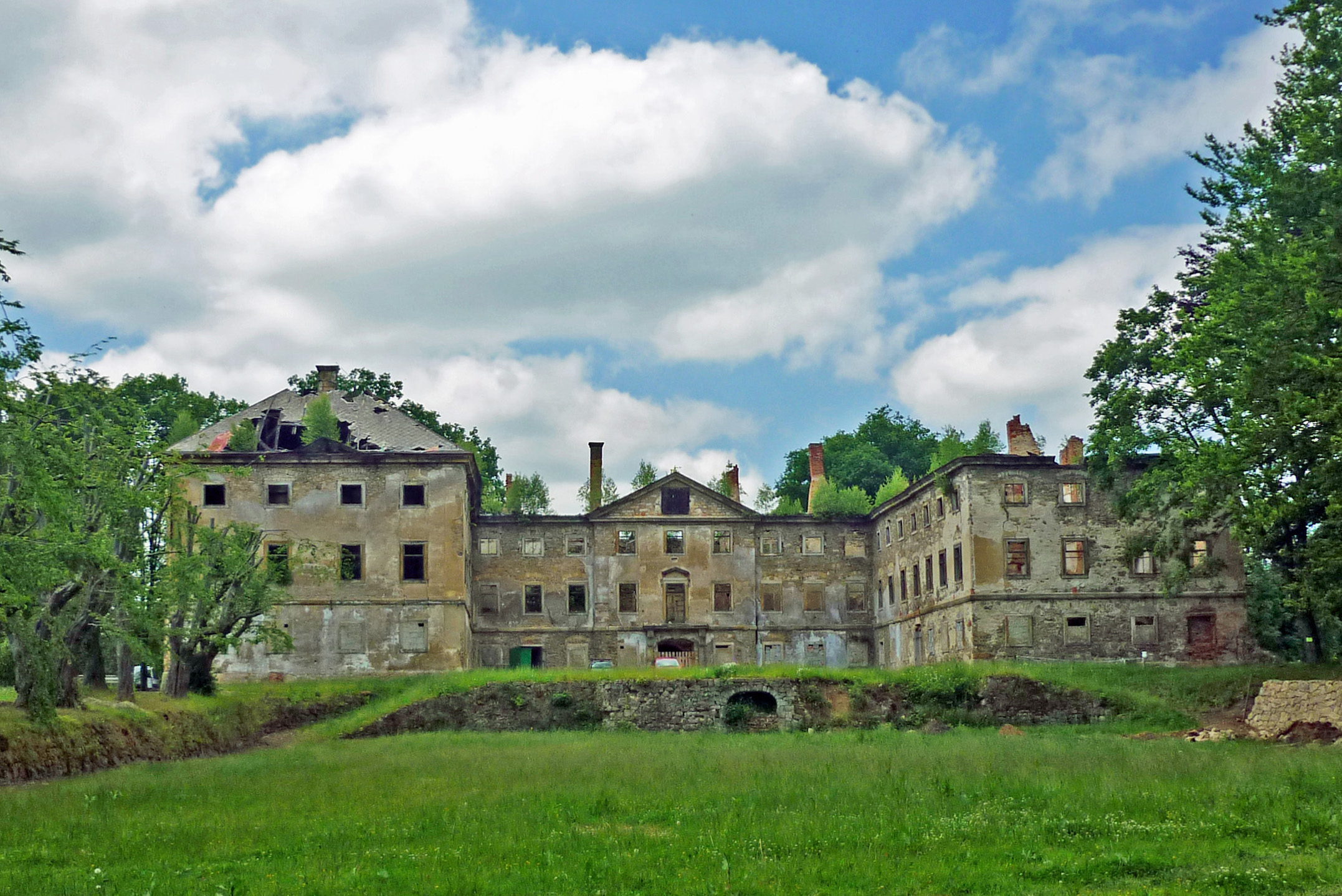
Ruiny lipovského zámku
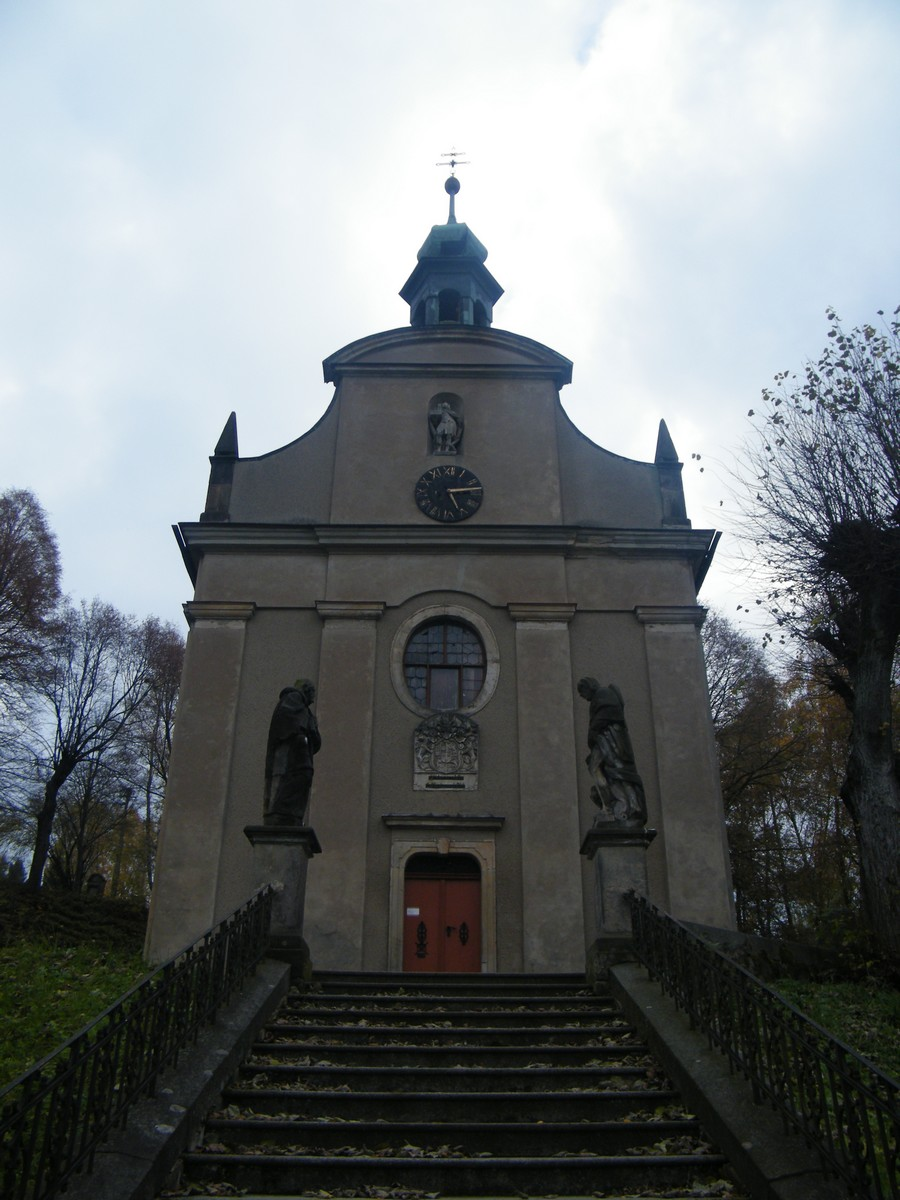
Průčelí vilémovského kostela Nenebevzetí Panny Marie
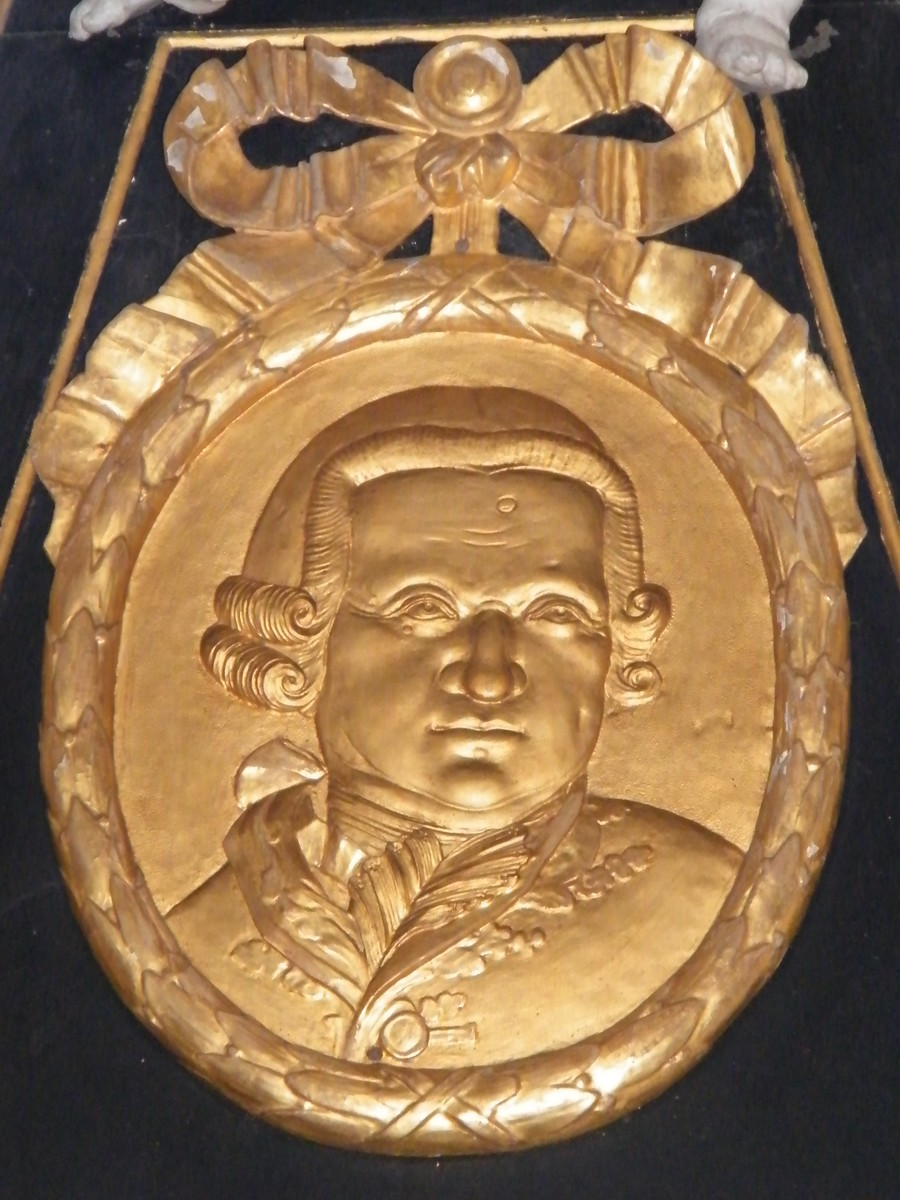
Medailon na náhrobku s Leopoldovým portrétem
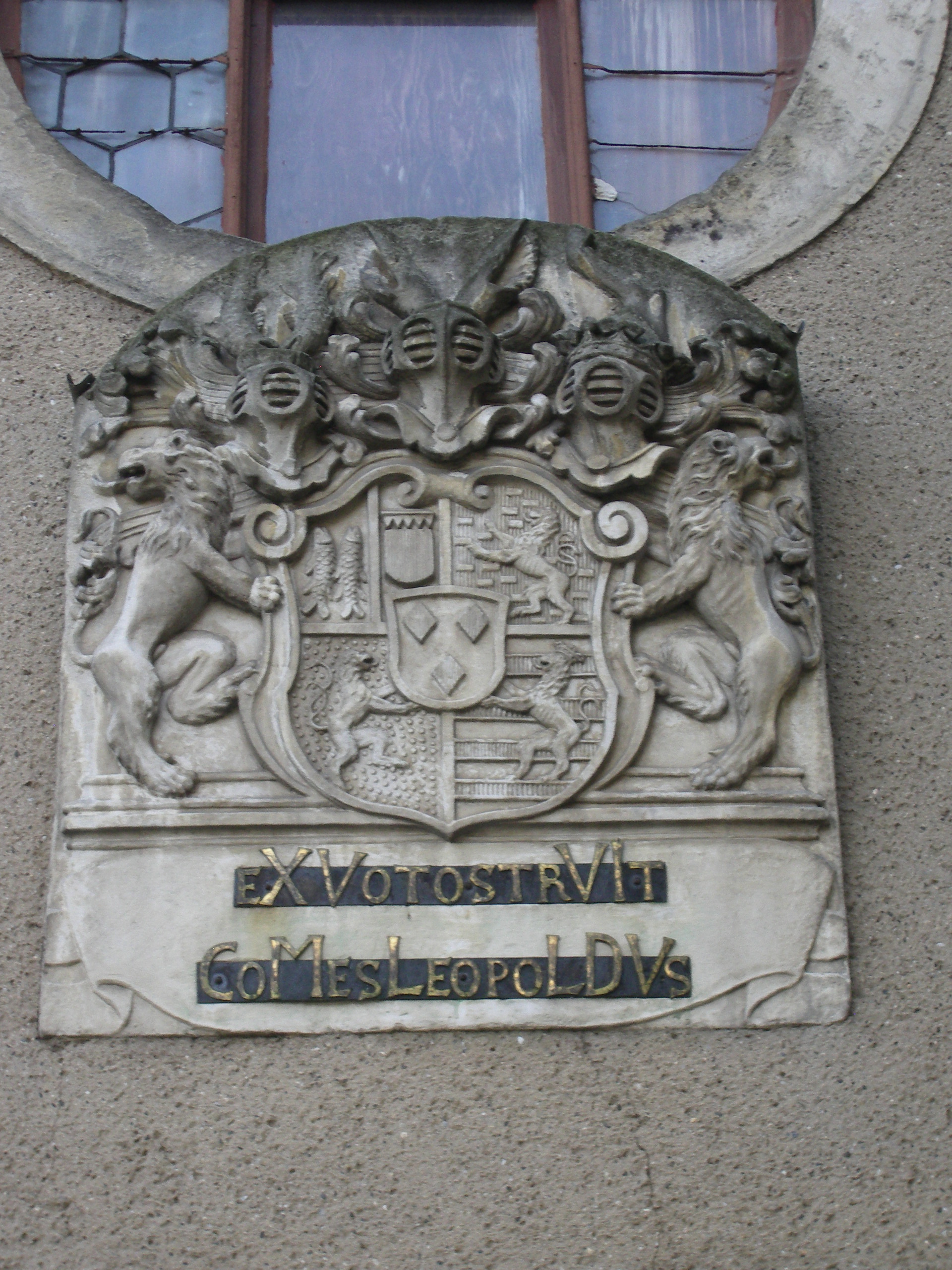
Rodový erb na průčelí vilémovského kostela
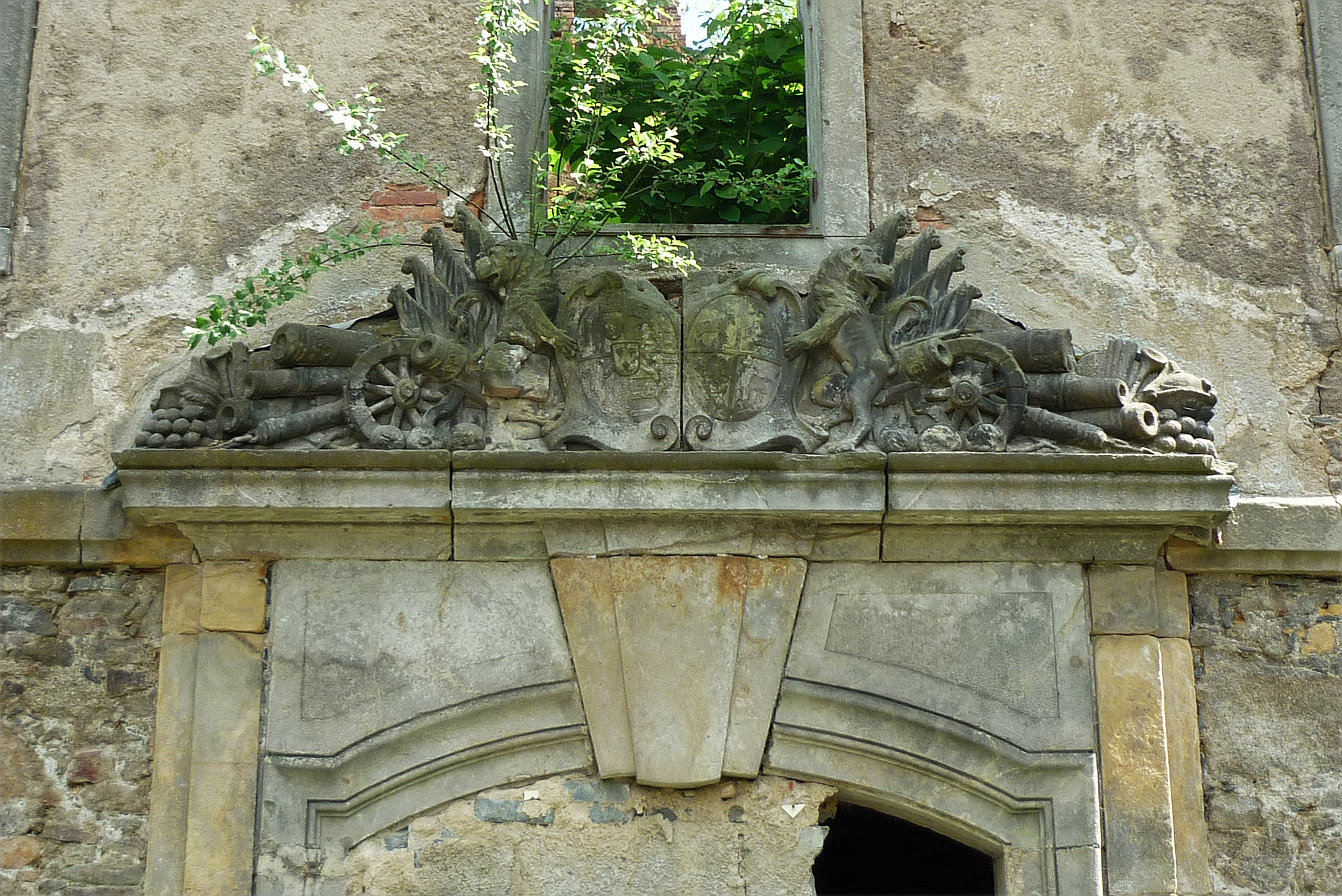
Alianční znak na průčelí lipovského zámku
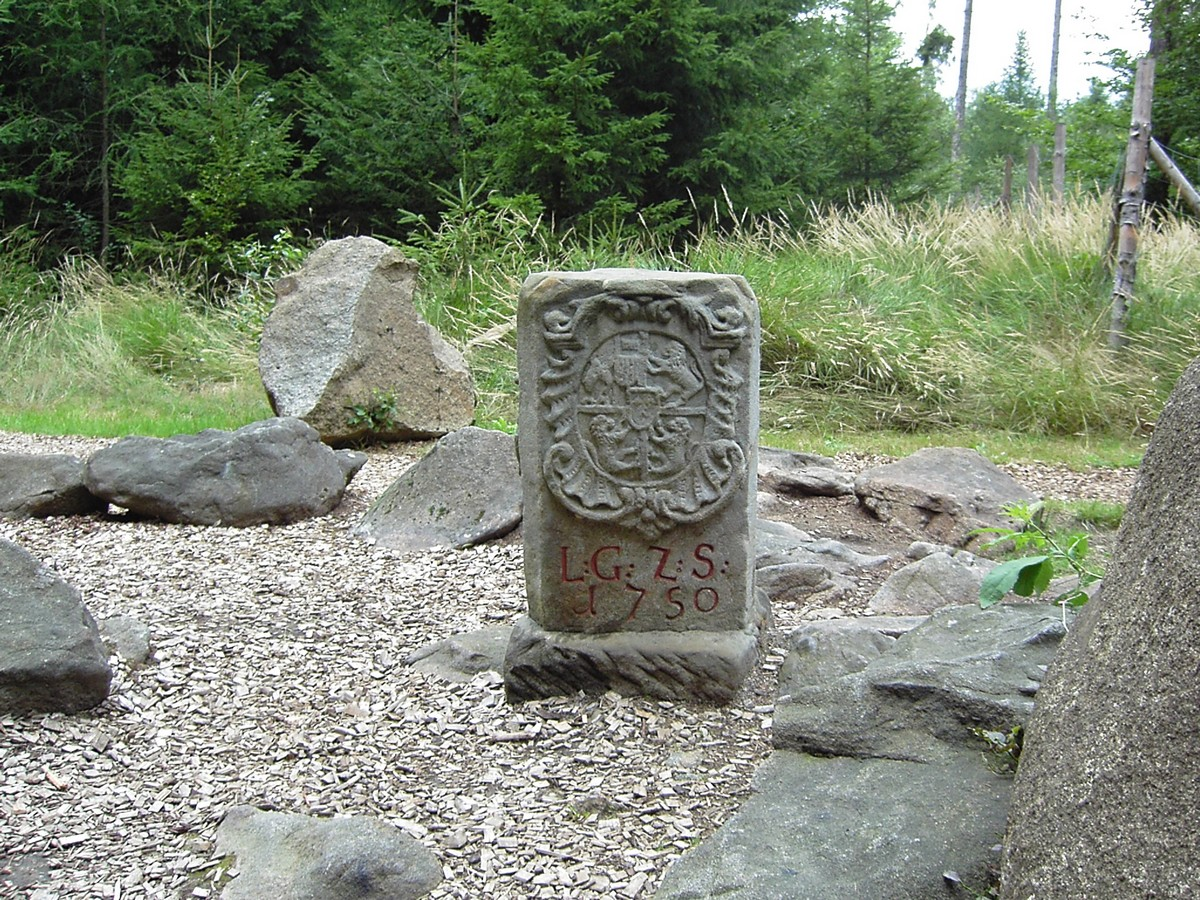
Rodový erb na Třípanském kameni
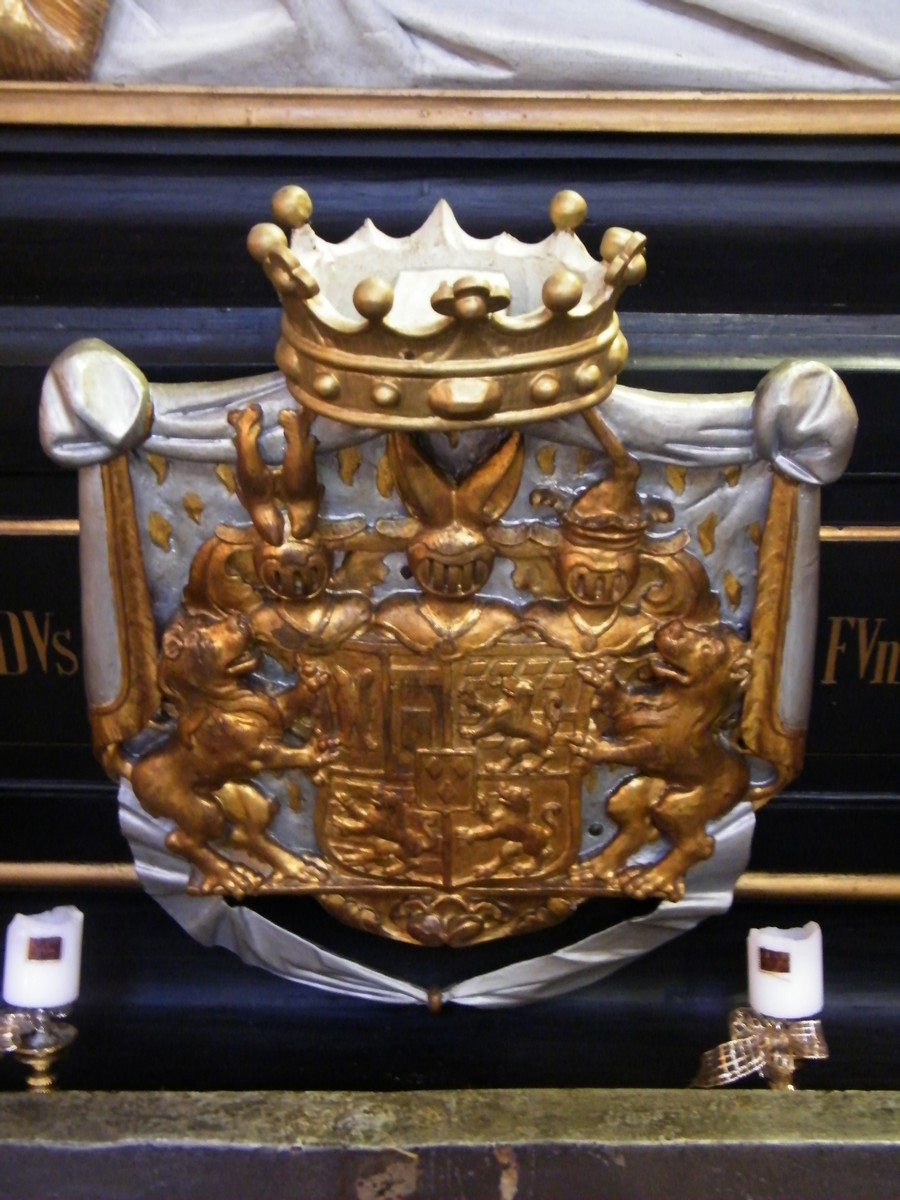
Rodový erb na Leopoldově náhrobku